# Station Wrocław Brochów
Station Wrocław Brochów is een spoorwegstation in de Poolse plaats Wrocław.